# Arp Schnitger

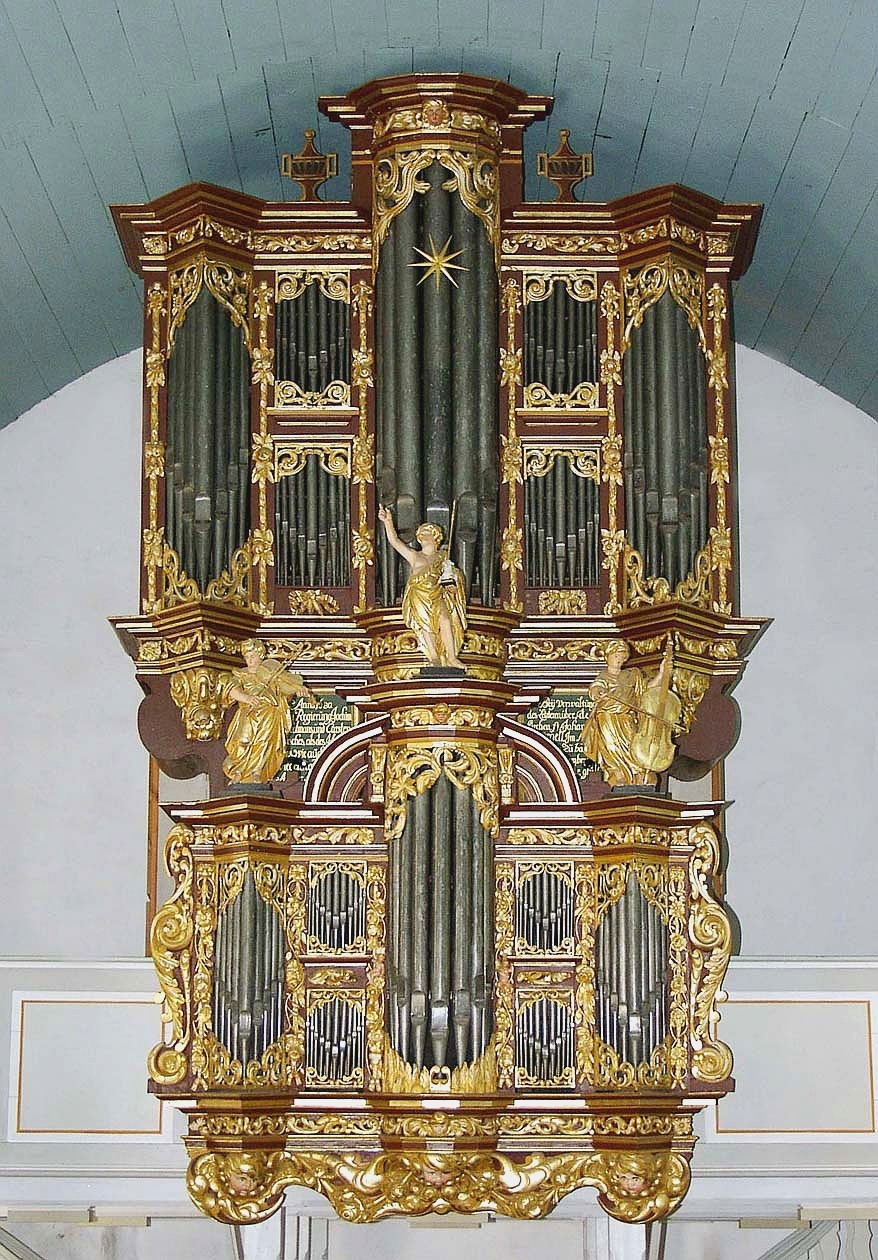
Schnitger-Orgel in Cappel, 1680

Arp Schnitger (* 1648, vermutlich in Schmalenfleth; ~ 9. Juli 1648 in Golzwarden; begraben 28. Juli 1719 in Neuenfelde) war einer der berühmtesten Orgelbauer seiner Zeit und der Vollender der norddeutschen Barockorgel. Sein Wirkungskreis erstreckte sich über Nordeuropa, wo er über 100 Orgelneubauten schuf und stilbildend war. Neben der Hauptwerkstatt in Hamburg arbeiteten Gesellen und Mitarbeiter in Filialen zwischen Groningen und Berlin, um von dort aus neue Orgeln zu errichten oder ältere Werke zu unterhalten oder umzubauen. Schnitger konzipierte seine Werke mit rauschenden Mixturen und starken Bässen zum einen für die Begleitung des Gemeindegesangs. Zum anderen dienten sie der Darstellung der norddeutschen Orgelschule, die sich in den von der Kaufmannschaft organisierten Abendmusiken der Hansestädte entfalten konnte. Etwa 30 seiner Instrumente sind in ihrer Grundsubstanz noch erhalten.

## Leben

### Geburtsdatum
Das genaue Geburtsdatum ist nicht bekannt. Einer Vermutung des Schnitger-Forschers Gustav Fock entspringt die inzwischen weit verbreitete Angabe, Schnitger sei am 2. Juli 1648 geboren. Dies lässt sich jedoch mangels Belegen nicht stützen. Belegt ist sein Taufdatum am 9. Juli 1648 in der Golzwarder Kirche.

### Herkunft

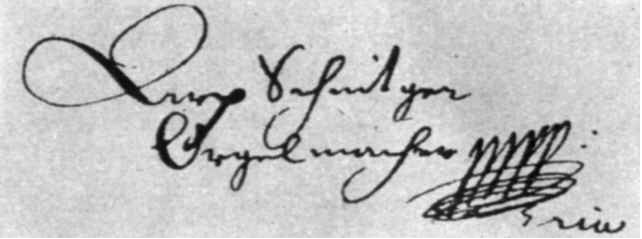
Eigenhändiger Namenszug „Arp Schnitger Orgelmacher“ mit manu propria

Arp Schnitger entstammte einer angesehenen Tischlerfamilie, die über Generationen hinweg ihren Wohnsitz in Schmalenfleth (Brake) hatte. Der Familienname Schnitger weist auf das Gewerbe der Herkunftsfamilie hin: Arp Schnitgers Großvater Berendt war „Snitker“ (niederdeutsch für „Schnitzer“), also Tischler. Der Vater Arp Schnitger sen. (* 1610/15–1680) war Tischlermeister, ist aber auch bei Arbeiten an der Golzwarder Orgel nachgewiesen. Von dessen Frau sind nur der Vorname Katharina und das Todesjahr (1674) überliefert. Aus der Ehe gingen mindestens fünf Kinder hervor, von denen Arp wahrscheinlich das jüngste war. Bis 1695 verwendete er meist die Schreibweise „Schnitker“ oder „Schnittker“, danach bevorzugt „Schnitger“.

### Kindheit und Ausbildung

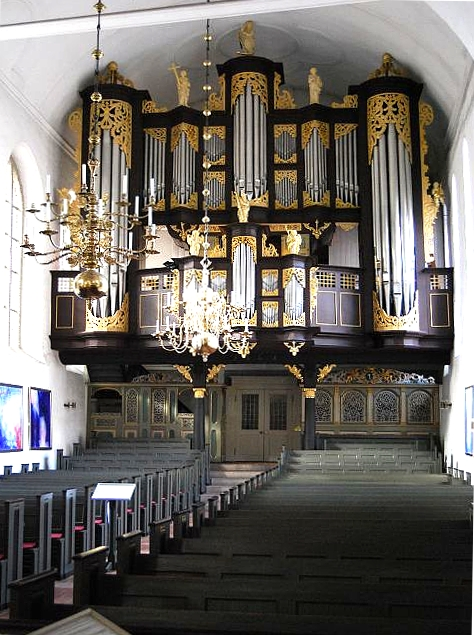
Hus-Schnitger-Orgel in Stade, St. Cosmae

Über Schnitgers Kindheit und Ausbildung ist wenig bekannt. Er wuchs zusammen mit seinen Geschwistern auf und erlernte wahrscheinlich das Handwerk seines Vaters (1662–1666). Historisch gesichert ist, dass er ab 1670 in Glückstadt an der Unterelbe Geselle bei seinem Verwandten Berendt Hus war. Vermutlich hat Schnitger dort in den Jahren 1666–1671 den Orgelbau erlernt. Die Fertigstellung der Stader Orgel von St. Cosmae 1673 war ein krönender Abschluss dieser Lebensphase. Befruchtend für Schnitger war die lebenslange Freundschaft mit Vincent Lübeck, der 1674–1702 Organist an St. Cosmae und 1702–1740 an Schnitgers größter Orgel in der Hamburger St.-Nikolai-Kirche war. Nach dem Tode seines Lehrherrn 1676 vollendete Schnitger mit 29 Jahren in Stade den Orgelneubau in St. Wilhadi und führte, zunächst im Auftrage der Witwe Hus, die Orgelwerkstatt weiter, seit 1677 als selbstständiger Meister.

### Handwerkliches Geschick und Wirkungskreis

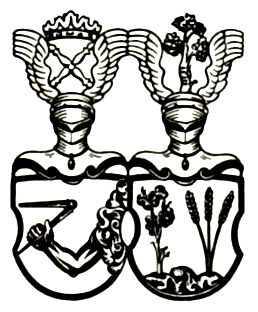
Schnitgers Wappen (links) mit dem Zirkel als Symbol der Orgelbauer, oben gekreuzte Stimmhörner; für seine Frau (rechts) Blumen, Obstbaum und Ähren

Schnitgers handwerkliches und künstlerisches Geschick sprach sich schnell herum. Er erhielt zunächst Aufträge aus der näheren Umgebung, bald aber kamen auch Anfragen aus Bremen und Hamburg. Von 1677 bis 1682 arbeitete Schnitger in seiner Stader Werkstatt und baute einige Orgeln, die noch bei Hus in Auftrag gegeben worden waren. Danach siedelte er nach Hamburg über,
baute ab 1681 an Hamburger Kirchenorgeln und wurde mit dem Ablegen des Bürgereides am 1. September 1682 zum hansestädtischen Vollbürger. Noch im selben Jahr erhielt er seinen ersten großen Auftrag vom Kirchenvorstand der St.-Nikolai-Kirche, für die er eine Orgel mit 67 Registern, vier Manualen, Pedal und mehr als 4000 Pfeifen baute. Damals war diese Orgel vermutlich das größte Instrument der Welt und begründete Schnitgers internationalen Ruhm. Die größte Pfeife, das 32-füßige C, wog 860 Pfund. Diese Orgel wurde 1842 beim Großen Brand von Hamburg zerstört. Noch heute existiert dagegen die 1689–93 von Arp Schnitger in St. Jacobi (Hamburg) um- und teils neu gebaute Orgel mit 60 Registern, vier Manualen und Pedal, eine der größten erhaltenen Barockorgeln. Berühmte Orgelbauer und Komponisten besuchten diese Orgel, darunter die Orgelmeister und Komponisten Dieterich Buxtehude, 1703 vermutlich Georg Friedrich Händel und 1720 Johann Sebastian Bach.
Schnitgers Wirkungsfeld lag vor allem in Norddeutschland und den Niederlanden, erstreckte sich aber über einen großen Teil Europas:
- Norddeutschland
- Niederlande, ab 1691, wo sich die Stadt Groningen (neben Stade und Hamburg) zu einem Zentrum für Schnitger und seine Schule entwickelte[15]
- England, 1690 (eine Orgel)[16]
- Russland, 1691 (für Peter den Großen), 1697 eine Orgel (Hausorgel) für einen Privatmann, sowie weitere Orgeln für mindestens zwei protestantische Kirchen der Moskauer Ausländervorstadt
- Dänemark (vermutlich), 1693 (eine Orgel)
- Portugal, 1701 und später (vier Orgeln)
- Spanien, nach 1702 (eine Orgel)

Der Verbleib der nach England, Russland, Dänemark und Spanien gelieferten Instrumente ist unbekannt.
1699 wurden Schnitger die Orgelbauprivilegien für die Grafschaften Oldenburg und Delmenhorst, die Herzogtümer Bremen und Verden sowie 1702 für Schleswig und Holstein verliehen. 1708 erfolgte Schnitgers Ernennung zum königlich preußischen Hoforgelbauer, eine Position, die er bis 1714 innehatte.

### Familienleben
Schnitger war in erster Ehe – Heirat im Jahre 1684 in Hamburg – mit der wohlhabenden Hamburger Kaufmannstochter Gertrud Otte (1665–1707) verheiratet. 1693 erwarb er den Hof seines Schwiegervaters Hans Otte in Neuenfelde, wohin er frühestens 1705 übersiedelte und wo er bis zu seinem Tode im Jahr 1719 eine weitere Orgelwerkstatt unterhielt, den so genannten „Orgelbauerhof“. Er wurde am 28. Juli 1719 in der St.-Pankratius-Kirche in Neuenfelde, neben der Kanzel im Familiengrab beigesetzt.
Aus der Ehe gingen sechs Kinder hervor. Alle vier Söhne ergriffen den Beruf des Vaters, aber nur zwei von ihnen sollten ihren bedeutenden Vater überleben und sein Werk weiterführen. Arp Schnitger jun. (1686–1712) stellte 1710 die Orgel in Weener auf und fand dort eine Frau, starb jedoch bereits zwei Jahre später in Hamburg an der Pest. Hans Schnitger (1688–1708) ertrank beim Baden in der Elbe. Johann Jürgen (Georg) Schnitger (* 1690) wirkte an verschiedenen Orgelprojekten mit und arbeitete einige Jahre zusammen mit seinem Bruder Franz Caspar Schnitger an der Orgel in Zwolle. Nach 1734 verliert sich von ihm jede Spur. Franz Caspar Schnitger (1693–1729) wirkte nach dem Tod seines Vaters im Jahre 1719 in den Niederlanden, wo er unter anderem in Meppel, Alkmaar und Zwolle bedeutende, heute noch erhaltene Orgeln schuf. Arp Schnitgers älteste Tochter Agneta lebte nur sieben Monate (1685). Seine jüngere Tochter Catharina (1697–1736) war dreimal verheiratet und wohnte bis zu ihrem Tod auf dem „Orgelbauerhof“ in Neuenfelde.
Schnitgers erste Frau starb im Jahre 1707. 1712 oder 1713 schloss Schnitger eine zweite Ehe mit der Organistenwitwe Anna Elisabeth Koch, geb. Dieckmann aus Abbehausen.

### Persönlichkeit

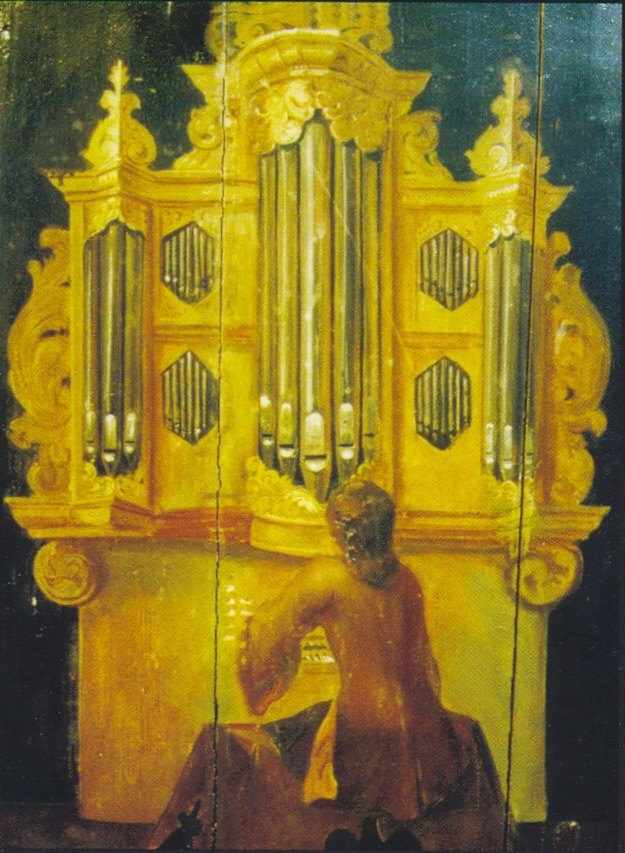
Ölbild an der Orgelempore in Golzwarden (1701)

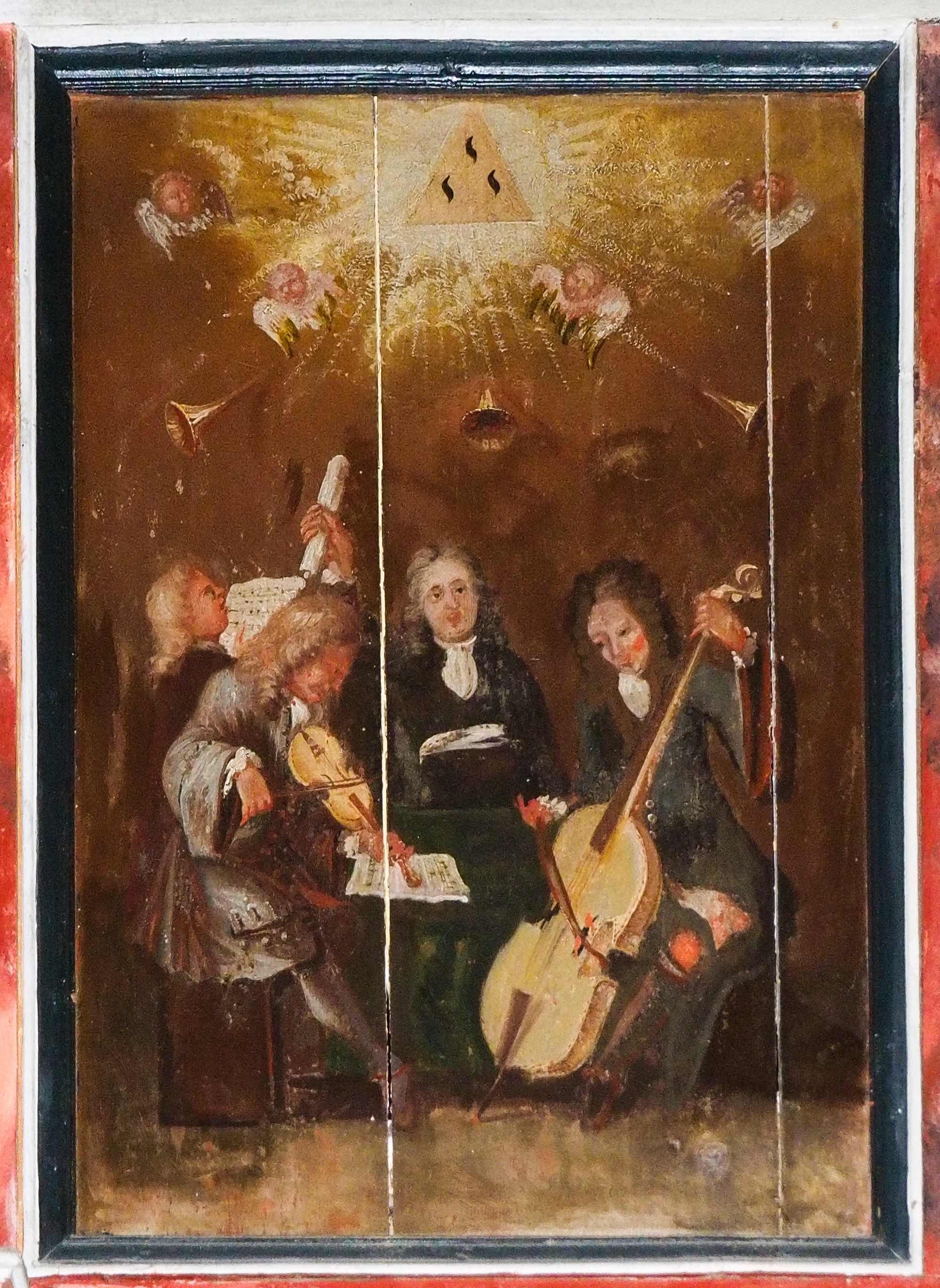
Weiteres Emporenbild aus Golzwarden, das in der Mitte Schnitger zeigen soll

Von Schnitger ist kein Bild nachgewiesen. Peter Golon hat die Vermutung geäußert, dass die Abbildung eines Organisten mit Perücke und Stadtrock an der Golzwarder Orgelempore aus dem Jahr 1701 den Meister von hinten zeigen könnte. In Golzwarden hatte Schnitger 1697–1698 eine Orgel zum Selbstkostenpreis von 380 Reichstalern völlig umgebaut, „weil ich in diesem Dorfe geboren und getauft bin“. Das Golzwarder Gemälde ist eines von vielen Gemälden an der Emporenbrüstung und weist keine weiteren Details auf, die auf einen Orgelbauer deuten. Insbesondere sind keine Insignien der Orgelbaukunst wie (Proportional)-Zirkel und Stimmhörner abgebildet, die etwa schon in Schnitgers Wappen (s. oben) in Neuenfelde vertreten waren. Ebenfalls auf einer Indizienkette beruht die umstrittene Identifizierung Schnitgers mit der Darstellung eines Musikers auf der Emporenbrüstung unterhalb der Orgel, der mit einer Notenrolle ein Ensemble dirigiert.
Schnitger wuchs in einem kleinen Dorf im Oldenburgischen auf. Seine Korrespondenz zeugt von einer überdurchschnittlichen Allgemeinbildung, die auch Lateinkenntnisse einschließt. Zu vermuten ist deshalb, dass Schnitger noch die Golzwarder oder Ovelgönner Lateinschule besucht hat. Seiner Unterschrift fügte er das gehobene „manu propria“ statt des üblichen „mit eigen Hand“ hinzu. Für die zweite Auflage von Andreas Werckmeisters Orgel-Probe (1698) verfasste er ein Widmungsgedicht mit 12 Paarreimen im Alexandriner. Seine weit blickende Geschäftstüchtigkeit und wirtschaftliche Kompetenz wird aus der Koordinierung der verschiedenen Außenstellen der Werkstatt ersichtlich, die besonders um 1700 florierten.
Seine Frömmigkeit tritt vor allem in seinen Briefen und Orgel-Kontrakten zu Tage. An einigen seiner Orgeln und in den meisten seiner Schriftstücke findet sich das Soli Deo Gloria. Nach dem Meijerschen Bericht begann Schnitger seine Manuskripte mit Sätzen wie „In Jesu Namen, Amen. – Gott allein die Ehre. – Ach Gott, laß mich erwerben ein ehrliches Leben und seliges Sterben.“
Schnitger wird von verschiedener Seite Uneigennützigkeit attestiert, insbesondere in seiner Oldenburgischen Heimat. Einige seiner Orgeln baute er „zur Ehre Gottes“ zum Selbstkostenpreis, wenn die Kirchengemeinden nicht vermögend waren oder gewährte Ratenzahlungen über viele Jahre. Der lutherischen Kirche in Groningen schenkte er 1699 eine einmanualige Orgel. Und als man sich dafür mit 100 Reichstalern erkenntlich zeigte, fügte er ein zweites Manual und drei neue Bälge hinzu. Über Schnitgers Selbstlosigkeit ist aus seinen letzten Jahren, als er manche familiären Schicksalsschläge und einen wirtschaftlichen Rückgang hinnehmen musste, ein persönliches Selbstzeugnis überliefert. Der Groninger Organist Siwert Meijer veröffentlichte 1853/1854 in der niederländischen Musikzeitschrift Caecilia drei Beiträge über Schnitger, mit denen die Arp-Schnitger-Forschung begann. Dabei übersetzte und paraphrasierte er (offenbar nicht immer fehlerlos) aus damals noch vorhandenen eigenhändigen Aufzeichnungen Arp Schnitgers, die seitdem verschollen sind. Darin berichtete Schnitger auch davon, warum er als berühmter Orgelbauer trotzdem nicht reich geworden war, denn

„1. habe ich nie viel verlangt, sondern den Kirchen, wenn sie keine ausreichenden Mittel besaßen, zur Ehre Gottes die Orgeln für den halben Preis gebaut;
2. da ich durch meine Tätigkeit einen guten Namen bekam, berief man mich oft auf große Entfernungen, was viele Unkosten verursachte; das übrige Hin- und Herziehen ist mir bei weitem nicht bezahlt worden;
3. durch meine vielfachen Geschäfte an verschiedenen Orten hatte ich viele Gesellen nötig; ich selber konnte immer nur an einem Ort zugegen sein, was zur Folge hatte, daß die meisten Gesellen nur ihren eigenen Vorteil suchten.
Schließlich gab es noch während der langen Zeit bis zum Fertigwerden eines großen Werkes teure Zeiten, so daß ich das, was ich an dem einen Werk verdient hatte, bei dem nächsten wieder eingebüßt habe.“

### Lebensende
Eine aufreibende Reise nach Zwolle im Winter 1718/19, wo Schnitger Verhandlungen über einen Orgelneubau führte, hatte seiner Gesundheit schwer zugesetzt. Sein Todesdatum steht nicht fest. Verstorben ist er aber vermutlich nicht in Neuenfelde, sondern in Itzehoe, wo er seit 1715 an einer Orgel mit drei Manualen und 43 Registern gebaut hatte. Arp Schnitgers Begräbnis ist im Begräbnisbuch der Neuenfelder Kirchengemeinde unter dem 28. Juli 1719 eingetragen. Er und seine erste Frau und eine Tochter wurden in der Neuenfelder St. Pankratiuskirche beigesetzt, in der neben seiner Orgel auch das von ihm erbaute Kirchengestühl seiner Familie mit den Hausmarken von Schnitger und Otte und die teils von ihm beeinflusste barocke Ausstattung (Kanzelaltar) erhalten blieb. Die Kirchengruft wurde erst 1971 wiederentdeckt und zum Gedenken in ihrer Nähe eine schlichte Steinplatte in den Boden eingelassen.

## Werk

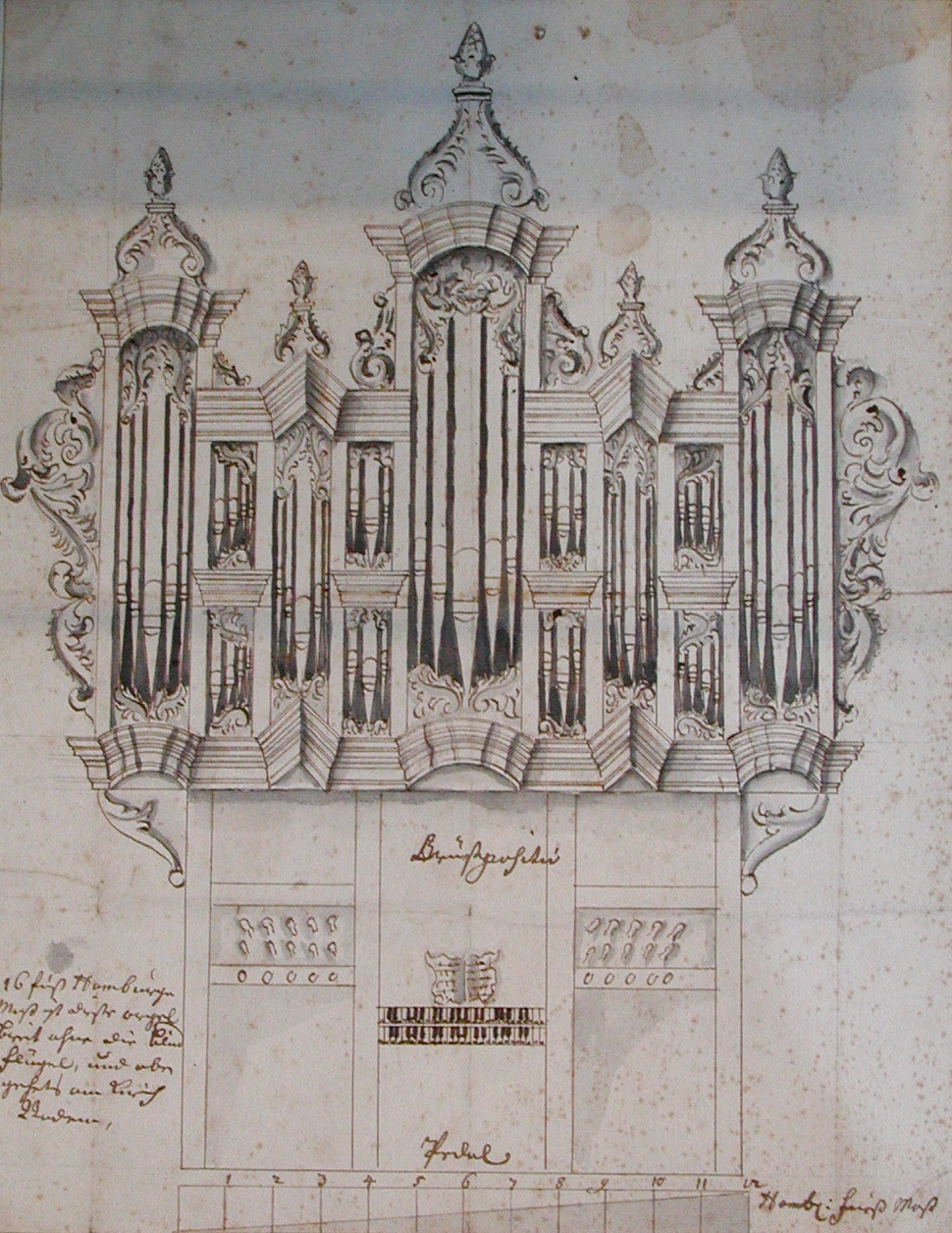
Entwurfszeichnung mit „Hamburger Fuß“ (1698)

Insgesamt hat Arp Schnitger etwa 105 Orgeln neu gebaut, 30 wesentlich umgebaut und 30 größere Reparaturen an Orgeln durchgeführt. Ungefähr 30 seiner Werke sind heute noch in einem Zustand erhalten, der ihre Bezeichnung als „Arp-Schnitger-Orgel“ rechtfertigt. Schwerpunkte seiner Tätigkeit lagen in den Städten Hamburg (23) und Bremen (9), dem Elbe-Weser-Gebiet (23), der Grafschaft Oldenburg (17), Magdeburg (7) sowie in der Provinz (10) und Stadt Groningen (7). Insgesamt wurden über 30 Orgeln außerhalb Deutschlands geliefert. Neben einigen Werken mit vier Manualen hat Schnitger 26 mit drei Manualen und fast 20 größere zweimanualige Orgeln mit selbstständigem Pedal gebaut. Aus Schnitgers Werkstätten gingen etwa 3000 neu gebaute Register hervor.
Die nebenstehende Zeichnung für einen Orgelprospekt (für die Academiekerk in Groningen, datiert um 1698; diese Orgel wurde 1815/1816 in die benachbarte Der Aa-kerk umgesetzt) ist die einzige Zeichnung mit der von Schnitger verwendeten Maßangabe „Hamburger Fuß“, die noch erhalten ist (unter der Entwurfszeichnung ist der 12-teilige Maßstab erkennbar).

### Bauliche und klangliche Besonderheiten
In baulicher und klanglicher Hinsicht zeichnen sich die Orgeln Schnitgers durch folgende Merkmale aus:
- Handwerklich wurden die Orgeln auf höchstem Niveau ausgeführt.[42] Schnitger übernahm nicht selten solide gebaute und exzellent klingende Grundstimmen aus den Vorgängerorgeln, wenn sie sich in sein Klangkonzept einbinden ließen. Die Prinzipale (bei kostbaren Werken aus fast reinem Zinn) im Prospekt und die Mixturen verfertigte er aber fast immer selbst, teils auch die Zungenstimmen.
- Werkaufbau:[7] Wie bei seinen Vorläufern Gottfried Fritzsche (Frietzsch) und der Orgelbauerfamilie Scherer sind Schnitgers Instrumente in voneinander getrennte Werke nach dem Hamburger Prospekt aufgeteilt (Hauptwerk, Rückpositiv in der Emporenbrüstung, Pedal bei größeren Orgeln in Pedaltürmen, zudem Brustpositiv und Oberwerk).[7] Dies greift die Renaissance-Tradition der Mehrchörigkeit auf. Schnitger-Orgeln sind deshalb ideal für die Darstellung der Norddeutschen Orgelschule geeignet. Aufgrund des reich disponierten Pedalwerks sind bei Schnitgers Orgeln keine Pedalkoppeln vorgesehen.[43] Bei kleineren Orgelwerken ist das Pedal angehängt.
- Der symmetrische Prospekt im Hauptwerk und in verkleinerter Form im Rückpositiv ist durch einen mittleren polygonalen Bassturm und an der Seite durch Spitztürme in Tenorlage charakterisiert. Dazwischen werden in meist zweigeschossig angeordneten Flachfeldern die Pfeifen des Diskants angeordnet. Das Pfeifenwerk des Pedals wird seitlich in separaten Pedaltürmen untergebracht. Insbesondere bei Spätwerken ist die Tendenz festzustellen, dass (stumme) dekorative Flachfelder Pedalturm und Hauptwerkgehäuse miteinander verbinden, wie der Orgel in Pellworm (1711), in Sneek (1711) oder Itzehoe (1719).[44] Die in der Regel nicht geschwungenen, sondern geraden Kranzgesimse sind profiliert und haben an den Türmen Kröpfungen.[45]
- Bereits kleine Orgeln besitzen einen lückenlosen Prinzipalchor als kraftvolles Klanggerüst, das unter anderem zur Begleitung des Gemeindegesangs verwendet werden konnte.[46] Zu ihm gehören zwei Gruppen mehrchöriger Register: (1) die zweichörigen Aliquotregister Sesquialtera und Terzian (mit Quint- und Terzchor) sowie Rauschpfeife (Zusammenfassung von Quinte 2 2⁄3′ und Oktave 2′) und (2) die Klangkronen (Mixtur, Scharf) mit drei bis acht Chören.[7][47] Die Terz-haltigen Register der ersten Gruppe eignen sich sowohl für Soloregistrierungen wie zur Färbung des Plenumklangs. Die Klangkronen verleihen dem Plenum die charakteristische Brillanz. Sie bestehen aus Oktav- und Quintchören, meist mit Chorverdopplungen, oft mit einer vom Bass zum Diskant anwachsenden Chorzahl, und repetieren mehrfach. Der Spitzenchor der Manualklangkronen liegt in Klaviaturmitte auf 1′ oder 2⁄3′. Eine Sonderform – in entsprechenden Registrierungen geeignet für figurative Passagen – ist die drei-chörige Quart-Sext-Zimbel (Stade, Cappel, Norden, Hamburg/Jacobi). Sie enthält im Repetitionsverlauf wechselnd die Besetzung Quarte + Sexte + Oktave und Oktave + Terz + Quinte, beginnend mit 3⁄16′ + 3⁄20′ + 1⁄8′.
- Gegenüber der Renaissance mit ihren meist weit mensurierten Flötenstimmen sind Schnitgers Flöten wesentlich enger mensuriert, was einen helleren und eleganteren Klang ergibt. Hingegen ist bei den Zungenstimmen eine umgekehrte Entwicklung zu verzeichnen; sie sind dunkler und grundtöniger und betonen die Basslage.[48] Im Pedal ist der Zungenchor voll ausgebaut. Die Zungen weisen die volle Becherlänge auf und zeichnen sich durch eine gute Stimmhaltung aus. Ihr kräftiger und grundtöniger Klang dient der Unterstützung des Gemeindegesangs, der erst ab der Mitte des 17. Jahrhunderts von der Orgel begleitet wurde.
- Die verschiedenen Einzelregister sind von großer polyphoner Qualität. „Die Eleganz der Ansprache der Pfeifen, das harmonische Verhältnis von Grund- und Obertönigkeit, die Verschmelzungsfähigkeit von Principalen und Zungen sowie die unterschiedlichen Charaktere der Flöten vereinigen sich zu einer erstaunlichen Klangfülle.“[38] Gegenüber süddeutschen Orgeln fällt in Schnitgers Werken der große Anteil an Zungenstimmen auf (in den Manualwerken auch kurzbechrige).
- In der Regel wird eine mitteltönige Stimmung angelegt, um eine große Klangreinheit zu erzielen.[7] Nur auf ausdrücklichen Wunsch scheint es (später) zu Modifikationen hin zu einer wohltemperierten Stimmung gekommen zu sein. Bei Schnitger selbst sind solche Modifikationen nicht nachweisbar.[49] Bei den Stadtorgeln ist die Disposition und Intonation im Allgemeinen klanglich raffinierter und verfeinerter als bei Dorforgeln.[50]

### Schnitgers Schüler
Schnitger hatte insgesamt etwa 50 Schüler (Gesellen), die sein Werk in Nord- und Mitteldeutschland, in den Niederlanden und Skandinavien fortsetzten. Neben der Hauptwerkstatt in Hamburg arbeiteten Gesellen und Mitarbeiter in Stade, Bremen, Groningen, Lübeck, Magdeburg und Berlin, um von dort aus neue Orgeln zu errichten oder ältere Werke zu unterhalten oder umzubauen. Diese Außenstellen wurden von Meistergesellen geleitet. Schnitger selbst reiste als Unternehmer von Werkstatt zu Werkstatt, um die Verhandlungen zu führen, die Orgeln zu konzipieren und die Durchführung der Arbeiten zu beaufsichtigen. Ermöglicht wurde diese Vorgehensweise auch dadurch, dass Schnitger einheitliche Mensuren und Bauweisen verwendete. Durch diese Kosten senkenden Maßnahmen war es auch kleinen Kirchengemeinden möglich, sich einen Orgelneubau oder größeren Orgelumbau zu leisten. Dennoch wurde jede Orgel baulich und in der Disposition individuell gestaltet. Gegen Schnitgers Lebensende machten sich verschiedene Gesellen selbstständig und führten die Tradition Schnitgers in Nordeuropa fort. In Hamburg wirkte Otto Diedrich Richborn, in Stade Erasmus Bielfeldt (mutmaßlicher Schüler), in Lübeck Hans Hantelmann, in Itzehoe Johann Dietrich Busch (mutmaßlicher Schüler), in Hannover Christian Vater, in Hildesheim Johann Matthias Naumann und Andreas Müller, in Lüneburg Matthias Dropa, in Westfalen Gerhard von Holy (mutmaßlicher Schüler), im hessischen Sontra Johann Adam Gundermann (Wommen), in Halle Christian Joachim, in Berlin und Schlesien Johann Michael Röder und in Stettin Johann Balthasar Held. Gregorius Struve war in Bremen, die Orgelbauerfamilie Klapmeyer in Glückstadt und Oldenburg tätig. In Skandinavien wirkten Lambert Daniel Kastens (Itzehoe, Kopenhagen und Norwegen) und Eric German (Stockholm), ab 1711 Johann Hinrich Ulenkampf (Hulenkampf) in Portugal. Noch stärker und nachhaltiger war der Einfluss Schnitgers in den niederländischen Provinzen Groningen und Friesland. Nach dem frühen Tod von Franz Caspar Schnitger übernahm Albertus Antonius Hinsz, der die Witwe von Franz Caspar geheiratet hatte, die Werkstatt in Groningen. Nach Hinsz nahm sein Schüler Heinrich Hermann Freytag seinen Platz ein, der partnerschaftlich mit Frans Casper Snitger jr. zusammenarbeitete. Die Freytag-Familie führte in den Niederlanden über vier Generationen die Tradition Arp Schnitgers bis zum Erlöschen der Werkstatt im Jahr 1863 fort, sodass dort Schnitgers Werke stärker als in Deutschland bewahrt und vor eingreifenden Umbauten weitgehend verschont blieben. Daneben schuf in den Niederlanden der Schnitger-Schüler Rudolf Garrels (Groningen und Den Haag) bedeutende Werke.

### Bedeutung

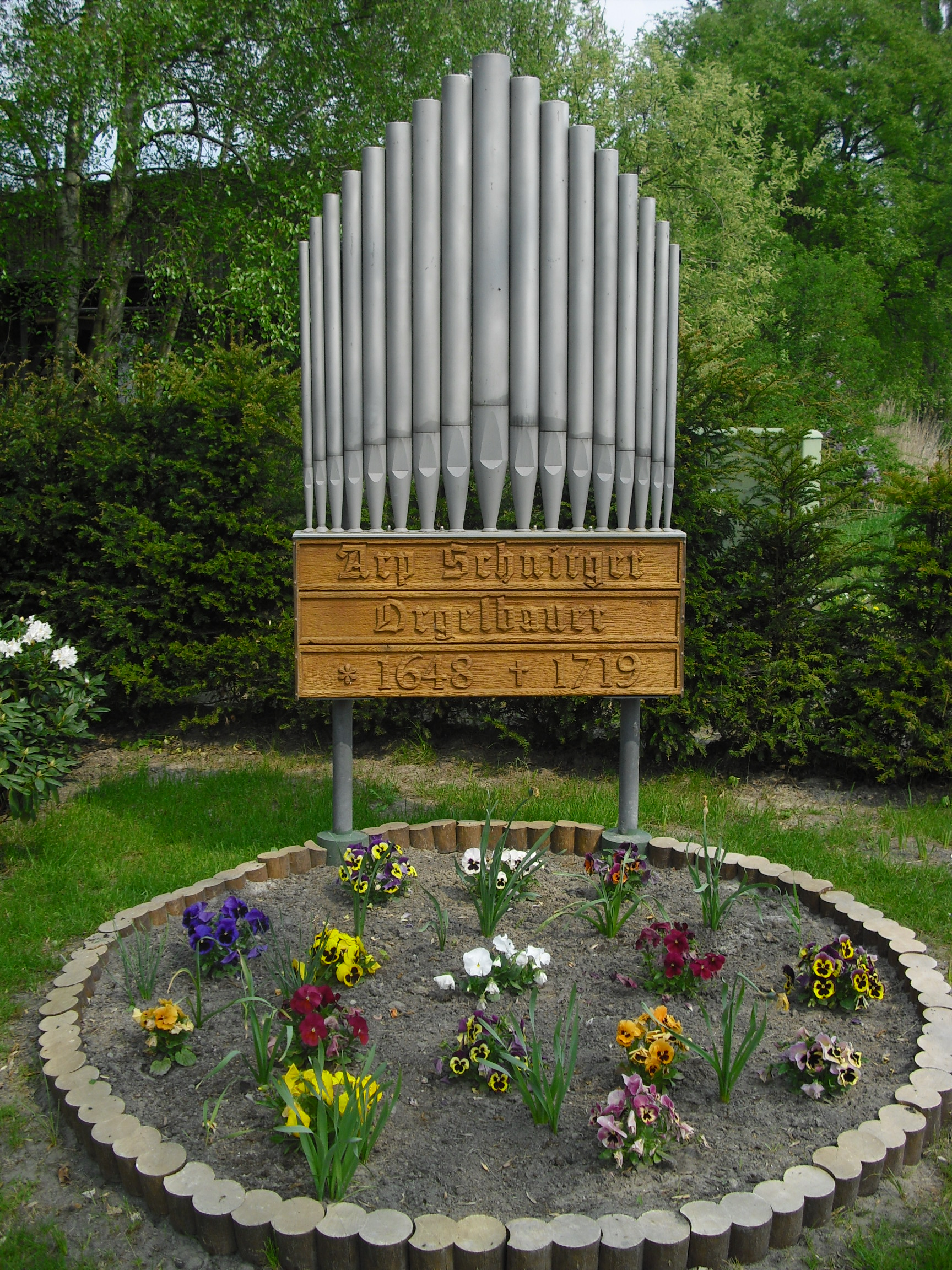
Arp-Schnitger-Denkmal in Schmalenfleth, Landkreis Wesermarsch

Schnitgers Bedeutung liegt primär in der handwerklichen, technischen und klanglichen Qualität seiner Werke. Insbesondere die Orgel in der Hamburger Nikolai-Kirche hat wegen ihrer Größe und Klangeigenschaften den Grundstein für seinen Ruhm gelegt. Zwar hat Schnitger das mehrchörige Werkprinzip seiner Vorgänger übernommen, aber zu einer großen Ökonomie weiterentwickelt. Selbst in kleinen Dorforgeln mit einer begrenzten Anzahl von Registern wird eine große Vielfalt an Klangmöglichkeiten von Einzelstimmen, Kombinationen und Gesamtklängen geboten, da den charakteristischen Soloregistern zugleich eine große harmonische Verschmelzungsfähigkeit eigen ist.
Schnitger konzipierte seine Orgeln mit rauschenden Mixturen und starken Bässen zum einen für die Begleitung des Gemeindegesangs. Zum anderen dienten sie der Darstellung der norddeutschen Orgelschule, wie sie sich insbesondere in den Abendmusiken der Hansestädte und anderen außergottesdienstlichen Kirchenmusikveranstaltungen entfalten konnte. Letzteres wird an der Bewunderung vonseiten Vincent Lübecks, Dietrich Buxtehudes und anderer zeitgenössischer Organisten deutlich, die den Stylus phantasticus mit seinen wechselnden Affekten auf Schnitgers Orgeln in idealer Weise verwirklichen konnten. Das Werkprinzip, die ausgebauten Prinzipalchöre in allen Werken, die farbigen oder grundtönigen Flötenregister, die reich besetzten Zungenstimmen und die verschiedenen Plenumklänge entsprachen den norddeutschen Kompositionen mit ihren häufigen Manualwechseln, Konsortregistrierungen und dem häufigen Einsatz des selbstständigen Pedals.
Schnitgers internationaler Wirkungskreis war zu seiner Zeit ohne Parallele. Die 140 Neu- oder Umbauten wurden wesentlich erst durch Schnitgers geschäftstüchtige Organisation verschiedener Werkstätten ermöglicht. Zudem sicherten ihm seine zahlreichen Orgelbauprivilegien gleichsam eine Monopolstellung in nahezu ganz Norddeutschland zu.
Kaum ein Orgelbauer hat so großen Einfluss auf den modernen Orgelbau ausgeübt wie Schnitger. Die Orgelbewegung hat ab 1925 ihre wesentlichen Impulse durch die Wiederentdeckung der Orgel in der Hamburger Jacobikirche erhalten. In den letzten Jahren wurden fast alle erhaltenen Werke nach dem heute erreichbaren Kenntnisstand restauriert. Weitgehend erhaltene und fachkundig restaurierte Werke befinden sich in Cappel, Dedesdorf, Grasberg, Groningen (Aa-kerk), Hamburg (St. Jacobi), Lüdingworth, Neuenfelde, Norden, Steinkirchen und Uithuizen. Eine führende Rolle bei den Restaurierungen kam dem Orgelbauer Jürgen Ahrend (Leer-Loga) zu. Etliche von Schnitgers Werken wurden in Deutschland, Frankreich, den Niederlanden, Schweden, der Schweiz und den Vereinigten Staaten nachgebaut oder dienten bei Neubauten als Quelle der Inspiration. „Schnitgers Werk hat auf den modernen, historischen Vorbildern verpflichteten Orgelbau weltweit stilbildend gewirkt.“ Heute bemüht sich vor allem die Arp-Schnitger-Gesellschaft sowie die niederländische „Stichting Groningen Orgelland“ um die Erforschung von Leben und Werk Schnitgers, den Erhalt seiner noch bestehenden Orgeln und die Erschließung seiner Bedeutung für eine breite Öffentlichkeit. Seit 2010 arbeitet das Musikfest Bremen an der Anerkennung der erhaltenen Schnitger-Orgeln als UNESCO-Welterbe zum 300. Todestag des Orgelbauers im Jahr 2019.

## Werkliste
Diese Liste beinhaltet alle Orgelneubauten, in denen Register oder das Gehäuse von Arp Schnitger erhalten sind, sowie eine Auswahl seiner zerstörten oder durch Neubauten ersetzten Orgeln.
Die Größe der Instrumente wird in der fünften Spalte durch die Anzahl der Manuale und die Anzahl der klingenden Register in der sechsten Spalte angezeigt. Ein großes „P“ steht für ein selbstständiges Pedal, ein kleines „p“ für ein angehängtes Pedal. Eine Kursivierung zeigt an, dass die betreffende Orgel nicht mehr erhalten ist oder lediglich noch der Prospekt von Schnitger stammt.
| Jahr                      | Ort                                               | Kirche                                                           | Bild                                    | Manuale      | Register | Bemerkungen |
| ------------------------- | ------------------------------------------------- | ---------------------------------------------------------------- | --------------------------------------- | ------------ | -------- | --- |
| 1668 – 1675/1688          | Stade                                             | St. Cosmae et Damiani                                            |                                         | III/P        | 42       | Mitarbeit an und Vollendung der Orgel von Berendt Hus; Gehäuse, Prospekt und 35 Register (davon acht teilweise) erhalten; 1972–1975 restauriert durch Jürgen Ahrend → Orgel von St. Cosmae et Damiani (Stade) |
| 1677                      | Borstel (Jork)                                    | St. Nikolai                                                      | Schnitger-Orgel Borstel (Jork) von 1677 | II/P         | etwa 20  | Neubau unter Verwendung etlicher Register aus dem 16. Jahrhundert; durchgreifende Umbauten 1770/1771 durch Johann Paul Geycke und 1848/1849 durch Philipp Furtwängler; ein Pedalregister von Schnitger erhalten |
| 1677–1679                 | Bülkau                                            | St. Johannes der Täufer                                          |                                         | I            | um 10    | Gehäuse und Prospekt erhalten; heute II/P/22 |
| 1678 – 1679/1709          | Jork                                              | St. Matthias                                                     |                                         | III/P        | 35       | Erweiterung der Orgel um ein freies Pedal (1678–1679); Gehäuse und Prospekt (1709) erhalten; heute II/P/22 |
| 1680                      | Hamburg (heute in Cappel)                         | St. Johannis, Kirche des ehem. Johannisklosters                  |                                         | II/P         | 30       | 1813 in Hamburg abgebaut und 1816 nach Cappel (Niedersachsen), St. Peter und Paul, überführt; Gehäuse, Prospekt (mit originalen Pfeifen) und 18 Register von Schnitger erhalten; zehn weitere alte Register von Schnitger übernommen; 1976–1977/2009 restauriert durch Rudolf von Beckerath Orgelbau → Orgel von St. Peter und Paul (Cappel)                                                                |
| 1678 – 1682               | Oederquart                                        | St. Johannis                                                     |                                         | III/p        | 28       | Erweiterungsumbau der Orgel von Hans Christoph Fritzsche (1652); Gehäuse und originale Prospektpfeifen erhalten; 2013–2017 Rekonstruktion durch Rowan West |
| 1682 – 1683               | Lüdingworth                                       | St.-Jacobi-Kirche                                                |                                         | III/P        | 35       | Großer Erweiterungs-Umbau der Orgel von Antonius Wilde (1597–1598); Gehäuse, Prospekt und 14 Register von Schnitger (ganz oder teilweise) erhalten; viele alte Register von Schnitger übernommen (Hälfte der Gesamtregister); 1981–1982 restauriert durch Jürgen Ahrend → Orgel der St.-Jacobi-Kirche (Lüdingworth)                                                                                         |
| 1684                      | Elmshorn                                          | St.-Nikolai-Kirche                                               |                                         | II/P         | 23       | Vollendung des Neubaus von Joachim Richborn, dessen Gehäuse erhalten ist; heute III/P/33 |
| 1686 oder später          | Hamburg-Bergstedt                                 | Bergstedter Kirche                                               |                                         | I            | 8        | Orgelpositiv; Gehäuse und zwei bis drei Register von Schnitger erhalten →Orgeln der Bergstedter Kirche |
| 1686 – 1687               | Hamburg-Altona (heute in Blankenhagen)            | Dorfkirche Blankenhagen                                          |                                         | II/p         | 12       | 1833 in die Dorfkirche Blankenhagen überführt; Gehäuse und vier bis fünf Register von Schnitger erhalten; 2003 restauriert durch Alexander Schuke → Orgel der Dorfkirche Blankenhagen |
| 1682 – 1687               | Hamburg                                           | St. Nikolai                                                      |                                         | IV/P         | 67       | Beim Hamburger Brand 1842 zerstört |
| 1685 – 1687               | Steinkirchen                                      | St. Martini et Nicolai                                           |                                         | II/P         | 28       | Gehäuse, Prospekt, 18 Register (davon sechs ganz oder teilweise übernommen) und sechs weitere teilweise erhalten; 1947–1948 und 1987/1991 restauriert durch Rudolf von Beckerath → Orgel von St. Martini et Nicolai (Steinkirchen) |
| 1683 – 1688               | Hamburg-Neuenfelde                                | St. Pankratius                                                   |                                         | II/P         | 34       | Gehäuse, Prospekt und 18 Register erhalten; Restaurierung 2015–2017 durch die Orgelwerkstatt Wegscheider → Orgel von St. Pankratius (Neuenfelde) |
| 1688                      | Mittelnkirchen                                    | St. Bartholomäus                                                 |                                         | II/p         | 21       | sechs bis acht Register von Schnitger erhalten; heute II/P/30; 2010–2011 restauriert durch Bartelt Immer → Orgel von St. Bartholomäus (Mittelnkirchen) |
| 1688 – 1690               | Hollern                                           | St. Mauritius                                                    |                                         | II/P         | 24       | Gehäuse, Prospekt und 13 Register (ganz oder teilweise) erhalten; 2010–2011 restauriert durch Hendrik Ahrend → Orgel von St. Mauritius (Hollern) |
| 1686 – 1688 / 1691 – 1692 | Norden                                            | St. Ludgeri                                                      |                                         | III/P (IV/P) | 46       | Gehäuse und 13 Register von Schnitger erhalten; acht weitere alte Register von Schnitger übernommen; 1981–1985 restauriert durch Jürgen Ahrend → Orgel der Ludgerikirche (Norden) |
| 1691 – 1692               | Groningen (NL)                                    | Martinikerk                                                      |                                         | III/P        | 39       | Pedal-Gehäuse, Prospekt und sechs Register von Schnitger erhalten; weitere alte Register von Schnitger übernommen; heute III/P/52; 1976–1977 und 1983–1984 restauriert durch Jürgen Ahrend → Orgeln der Martinikerk (Groningen) |
| 1689 – 1693               | Hamburg                                           | St. Jacobi                                                       |                                         | IV/P         | 60       | 43 Register (ganz oder teilweise) erhalten; etliche alte Register von Schnitger übernommen; 1990–1993 restauriert durch Jürgen Ahrend → Orgel der Hauptkirche Sankt Jacobi (Hamburg) |
| 1693                      | Groningen (NL)                                    | Pelstergasthuiskerk                                              |                                         | II/p         | 20       | Gehäuse und zwei Register ganz und sieben teilweise erhalten; 1989–1990 restauriert durch Bakker & Timmenga → Orgel der Pelstergasthuiskerk Groningen |
| 1693                      | Eutiner Schloss                                   | Schlosskapelle                                                   |                                         | II/P         | etwa 23  | Gehäuse erhalten; heute I/9 |
| 1693 – 1694               | Hamburg (heute in der Kirche Grasberg)            | Waisenhaus                                                       |                                         | II/P         | 21       | 1788 nach Grasberg, Ev.-luth. Kirche, überführt; Gehäuse und 14 Register erhalten; 1980–1985 restauriert durch Gebr. Hillebrand → Orgel der Grasberger Kirche |
| 1694                      | Hamburg (heute in Deyelsdorf)                     | Ursprünglich Hausorgel für Johann Friedrich Mayer                |                                         | I            | 8        | wahrscheinlich seit 1741/1742 in der Kirche Deyelsdorf; Identifizierung und Zuschreibung 2014 durch Jan von Busch. Gehäuse, zwei Register (Gedackt 8′ und Flöte 4′) und das g° des Principal 4′ erhalten. Originale Disposition: Principal 4′, Gedackt 8′, Flöte 4′, Sesquialtera und vier weitere Register, darunter vermutlich eine Octave 2′. Umfang wohl CDE–c3. Stimmtonhöhe: Chorton (a1 = um 465 Hz) |
| 1690 – 1695               | Magdeburg                                         | St. Johannis                                                     |                                         | III/P        | 62       | 1870 durch Neubau von Wilhelm Sauer ersetzt |
| 1695                      | Nieuw Scheemda (NL)                               | Dorpskerk                                                        |                                         | I/p          | 8        | Gehäuse und zwei Register ganz und 3 teilweise erhalten; 1968 restauriert durch Orgelbau Metzler & Söhne, 1988 durch Bernhardt Edskes → Orgel der Dorpskerk Nieuw Scheemda |
| 1695 – 1696               | Noordbroek (NL)                                   | Dorpskerk                                                        |                                         | II/P         | 20       | teils umgebautes Gehäuse und zehn bis elf Register erhalten; heute II/P/24; 1955 Disposition durch Cornelius H. Edskes und Simon Graafhuis auf Zustand von 1809 zurückgeführt → Orgel der Dorpskerk Noordbroek |
| 1695 – 1696               | Harkstede (NL)                                    | Dorpskerk                                                        |                                         | I            | 8        | 1907 tiefgreifend umgebaut; Gehäuse, Prospekt und fünf Register ganz oder teilweise erhalten; heute I/p/9; bisher nicht restauriert → Orgel der Dorpskerk Harkstede |
| 1694 – 1697               | Groningen (NL)                                    | Der Aa-kerk                                                      |                                         | IV/P         | 40       | 1710 durch Einsturz des Turmes zerstört → Orgeln der Der Aa-kerk (Groningen) |
| 1696 – 1697               | Groningen (NL) (heute in Peize)                   | Gertruids-Gasthuiskerk                                           |                                         | II/P         | 22       | Erweiterung der Orgel von Anthonie Verbeeck (1631) um ein selbstständiges Pedal mit 6 Registern; 1861 nach Peize (NL), Herv. Kerk (Foto), überführt; Gehäuse, Prospekt und vier bis sechs Register von Schnitger erhalten; weitere alte Register von Schnitger übernommen; 1973/1981 durch Gebr. van Vulpen restauriert                                                                                     |
| 1693 – 1698               | Bremen                                            | Bremer Dom                                                       |                                         | III/P        | 50       | 1847–1849 durch Neubau von Johann Friedrich Schulze ersetzt |
| 1694 – 1698               | Magdeburg                                         | Heilig-Geist-Kirche                                              |                                         | II/P         | 26       | 1737 nach Groß Quenstedt überführt, dort mehrmals umgebaut; 1978 nach St. Peter und Paul (Wegeleben) überführt, dort 1982 fast völlig verbrannt |
| 1695 – 1698               | Bremen                                            | St. Stephani                                                     |                                         | III/P        | 42       | 1754 verbrannt |
| 1697 – 1698               | Golzwarden                                        | St. Bartholomäus                                                 |                                         | II/P         | 20       | Gehäuse erhalten; heute II/P/22 |
| 1697 – 1698               | Dedesdorf-Eidewarden                              | St. Laurentius                                                   |                                         | II/p         | 12       | Manual-Gehäuse und zehn Register erhalten; heute II/P/18; 1998–1999 restauriert durch Orgelbau Führer (Heiko Lorenz) → Orgel von St. Laurentius (Dedesdorf) |
| 1697 – 1698               | Strückhausen                                      | St. Johannes                                                     |                                         | II/p         | 12       | 1914 durch Neubau von Johann Martin Schmid ersetzt; Hauptwerk-Gehäuse in veränderter Form erhalten; heute II/P/15 |
| 1696 – 1699               | Lübeck                                            | Lübecker Dom                                                     |                                         | III/P        | 45       | 1892–1893 durch Neubau von Eberhard Friedrich Walcker ersetzt; der erhaltene Prospekt von Schnitger wurde bei dem Luftangriff auf Lübeck am 29. März 1942 zerstört; Rekonstruktion der Schnitger-Orgel geplant. |
| 1696 – 1699               | Pieterburen (NL) (heute in Mensingeweer)          | Dorpskerk Mensingeweer                                           |                                         | I            | 8        | 1901 nach Mensingeweer (NL), Herv. Kerk, überführt; Gehäuse, Prospekt und sechs Register erhalten; heute I/p/9; 2010–2011 restauriert durch Mense Ruiter → Orgel der Dorpskerk Mensingeweer |
| 1699                      | Groningen (NL)                                    | Lutherse Kerk                                                    |                                         | II/p         | 16       | 1896 durch Neubau der Firma „P. van Oeckelen & Zonen“ ersetzt; 2017 von Bernhardt Edskes rekonstruiert |
| 1695 – 1699               | Achim                                             | St. Laurentius                                                   |                                         | II/P         | 24       | Kosten: 800 Reichstaler, Abbruch nach einem Beschluss des Kirchenvorstandes von 1888 |
| 1699                      | Ganderkesee                                       | St. Cyprian und Cornelius                                        |                                         | II/p         | 16       | Gehäuse, Prospekt und neun Register erhalten; heute II/P/22; 2005 restauriert durch Heiko Lorenz → Orgel von St. Cyprian und Cornelius (Ganderkesee) |
| 1698 – 1700               | Stettin                                           | Jakobskathedrale                                                 |                                         | III/P        | 46       | Vollendung des Orgelneubaus von Matthias Schurig nach dessen Tod 1697; 1944 zerstört |
| 1698 – 1700               | Magdeburg                                         | St.-Ulrich-und-Levin-Kirche                                      |                                         | III/P        | 49       | 1899 durch Neubau von Wilhelm Rühlmann ersetzt |
| 1699 – 1700               | Dargun                                            | Schloss Dargun                                                   |                                         | II/P         | 22       | 1945 zerstört |
| 1699 – 1701               | Buxtehude                                         | St. Petri                                                        |                                         | III/P        | 36       | 1853 durch Blitzschlag in den Turm zerstört; 25 Pfeifen erhalten, die im Orgelneubau von Furtwängler (1859) integriert wurden |
| 1700 – 1701               | Uithuizen (NL)                                    | Jacobikerk                                                       |                                         | II/P         | 28       | Gehäuse, 18 Register ganz und drei weitere teilweise erhalten; 1987 und 2000/2001 restauriert durch Bernhardt Edskes → Orgel der Jacobikerk Uithuizen |
| 1701                      | Moreira (Maia) (Portugal)                         | Klosterkirche San Salvador                                       |                                         | II           | 12       | Gehäuse und 11 Register erhalten; 2000–2001 restauriert durch Georg Jann und Christoph Metzler → Orgel von São Salvador (Maia de Moreira) |
| 1699 – 1702               | Clausthal-Zellerfeld                              | St.-Salvatoris-Kirche                                            |                                         | III/P        | 55       | Gehäuse erhalten; 1912 Innenwerk ersetzt; 1969/1970 Neubau durch Karl Schuke (II/P/27, zwei freie Schleifen) |
| 1700 – 1702               | Groningen (NL)                                    | Academiekerk (heute in der Der Aa-kerk)                          |                                         | III/P        | 32       | 1815–1816 in die Der Aa-kerk überführt; Gehäuse, Prospekt und etwa 13 Register von Schnitger erhalten; zehn weitere alte Register von Schnitger übernommen; heute III/P/40; 1997–2011 Auslagerung und Konsolidierung durch Orgelmakerij Reil → Orgeln der Der Aa-kerk (Groningen) |
| 1702–                     | Estebrügge (Jork)                                 | St. Martini                                                      |                                         | II/P         | 34       | Gehäuse erhalten |
| nach 1702                 | Kiel                                              | Kieler Schloss                                                   |                                         | II           | 19       | 1838 verbrannt |
| 1704                      | Eenum (NL)                                        | Dorpskerk                                                        |                                         | I            | 10       | Gehäuse, Prospekt und fünf Register ganz und zwei teilweise erhalten; heute I/p/10; 1987 restauriert durch Reil → Orgel der Dorpskerk Eenum |
| 1704                      | Godlinze (NL)                                     | Dorpskerk                                                        |                                         | II/p(?)      | 16       | 1785 Umbau durch Albertus Antonius Hinsz in ein einmanualiges Werk (I/p/12); Gehäuse, Prospekt und sieben Register ganz und vier teilweise erhalten; 1986 restauriert durch Reil auf den Zustand von 1785 → Orgel der Dorpskerk Godlinze |
| 1705                      | Accum                                             | St. Willehad                                                     |                                         | II/p         | 14       | Gehäuse erhalten; heute II/P/14 |
| 1706                      | Berlin-Charlottenburg                             | Schloss Charlottenburg (Eosander-Kapelle)                        |                                         | II/P         | 26       | Trotz Auslagerung ins Berliner Schloss 1944 zerstört |
| 1707                      | Berlin                                            | St. Sebastian                                                    |                                         | II/P         | 24       | 1773–1774 durch Neubau von Ernst Julius Marx ersetzt |
| 1706 – 1708               | Berlin                                            | Nikolaikirche                                                    |                                         | III/P        | 40       | 1845–1846 durch Neubau von Carl August Buchholz ersetzt |
| 1707 – 1708               | Hamburg-St. Georg (heute in Lenzen)               | St. Georg, Kirche des St. Georgshospitals (heute St. Katharinen) |                                         | II/P         | 27       | St. Georgskirche wegen Baufälligkeit/Neubau an anderer Stelle 1748 abgerissen. Orgel 1744–1747 nach St. Katharinen in Lenzen (Elbe), überführt; Gehäuse teilweise und zwei bis drei Register von Schnitger erhalten, fünf Register von Hans Scherer dem Jüngeren übernommen; 2005–2007 durch Reinhard Hüfken restauriert → Orgel in Lenzen                                                                  |
| 1707 – 1708               | Hamburg-Ochsenwerder                              | St. Pankratius                                                   |                                         | II/P         | 30       | Gehäuse, Prospekt und fünf bis elf Register erhalten; heute II/P/24; 1966 Neubau durch Rudolf von Beckerath unter Einbeziehung der Register von Schnitger → Orgel von St. Pankratius (Ochsenwerder) |
| 1707 – 1709               | Flensburg                                         | Nikolaikirche                                                    |                                         | III/P        | 42       | Erweiterungs-Umbau der Orgel von Nikolaus Maaß (1604–1609); 1922 durch Neubau von Wilhelm Sauer ersetzt; 2009 hinter historischem Prospekt rekonstruiert → Orgel der Nikolaikirche (Flensburg) |
| 1709 – 1710               | Weener                                            | Evangelisch-reformierte Kirche                                   |                                         | II/p         | 22       | Gehäuse und sechs Register erhalten; heute II/P/29; 1972–1978 durch Hendrik Jan Vierdag und 1978–1983 durch Jürgen Ahrend restauriert → Orgel der Evangelisch-reformierten Kirche (Weener) |
| 1710 – 1711               | Pellworm                                          | Alte Kirche                                                      |                                         | II/P         | 24       | Gehäuse und elf Register (ganz oder teilweise) erhalten; 1987–1989 restauriert durch Gebr. Hillebrand → Orgel der Alten Kirche (Pellworm) |
| 1710 – 1711               | Sneek (NL)                                        | Martinikerk                                                      |                                         | III/P        | 36       | Gehäuse, Prospekt und vier Register ganz und sechs teilweise erhalten; 1988 restauriert durch Bakker & Timmenga → Orgel der Martinikerk (Sneek) |
| 1711                      | Ferwert (NL)                                      | Hervormde Kerk                                                   |                                         | II/P         | 26       | 1872 durch Neubau der Gebr. Adema fast völlig ersetzt; fünf Register von Schnitger erhalten |
| um 1712                   | Lissabon, Portugal (heute in Mariana (Brasilien)) | Franziskanerkirche                                               |                                         | II/p         | 19       | Vermutlich durch Schnitgers Mitarbeiter Heinrich Hulenkampf errichtet; 1752 in die Kathedrale von Mariana nach Brasilien überführt; Gehäuse, Prospekt, 14 Register ganz und zwei teilweise erhalten. 1984 durch Rudolf von Beckerath Orgelbau und 2001 durch Bernhardt H. Edskes restauriert. → Orgel der Kathedrale von Mariana                                                                            |
| 1710 – 1713               | Abbehausen                                        | St. Laurentius                                                   |                                         | II/P         | 24       | Gehäuse, Prospekt und drei Register im Neubau durch Alfred Führer (1962) erhalten |
| 1712 – 1714               | Hamburg                                           | St. Michaelis                                                    |                                         | III/P        | 52       | 1750 durch Kirchenbrand nach Blitzschlag zerstört |
| 1713–1714                 | Leer                                              | Lutherkirche                                                     |                                         | II/p         | 18       | 1795 durch Neubau von Hinrich Just Müller ersetzt |
| 1714 – 1716               | Rendsburg                                         | Christkirche                                                     |                                         | II/P         | 29       | Gehäuse und vier Register im Neubau durch Karl Schuke (1973) erhalten; heute IV/P/51 |
| 1715 – 1716               | Faro (Portugal)                                   | Kathedrale                                                       |                                         | II/p         | 22       | Vermutlich durch Schnitgers Mitarbeiter Heinrich Hulenkampf errichtet oder gar gebaut; nach Schäden durch Erdbeben 1767 umgebaut und erweitert; Großteil des Gehäuses, acht Register ganz und drei teilweise erhalten; 1972–1973 durch Dirk Andries Flentrop und 2006 durch Dinarte Machado restauriert → Orgel der Kathedrale von Faro                                                                     |
| 1715 – 1719               | Itzehoe                                           | St. Laurentii                                                    |                                         | III/P        | 43       | Durch Lambert Daniel Kastens vollendet; 1948 durch Neubau ersetzt, Gehäuse und Prospekt erhalten; heute IV/P/58 → Orgel der Stadtkirche St. Laurentii (Itzehoe) |
| 1719 – 1721               | Zwolle (NL)                                       | Michaelskirche                                                   |                                         | IV/P         | 64       | Durch die Söhne Franz Caspar Schnitger und Johann Georg Schnitger vollendet; Gehäuse und Großteil der Register von Schnitger erhalten; seit 2008 Restaurierung in mehreren Phasen → Orgel der Michaelskirche (Zwolle) |

Anmerkungen:
1. 1 2  Internationaler Kongress Brasil-Europa, abgerufen am 24. Oktober 2021.
2. ↑  Arp Schnitger Datenbank von GOArt, abgerufen am 24. Oktober 2021.

## Gedenken
- 1948 erhielt eine Straße in Neuenfelde anlässlich des 300. Geburtstags von Schnitger den Namen „Arp-Schnitger-Stieg“. In Beverstedt, Grasberg, Cappel, Oldenburg und Jever gibt es eine „Arp-Schnitger-Straße“, in Strande einen „Arp-Schnitger-Weg“, in Ganderkesee einen „Arp-Schnitger-Platz“.
- 1989 gab die Deutsche Bundespost die Briefmarke „300 Jahre Arp-Schnitger-Orgel in der Kirche St. Jacobi, Hamburg“ mit dem leicht stilisierten Bild der Orgel heraus.[68]
- Am 9. April 1991 entdeckte der deutsche Astronom Freimut Börngen an der Thüringer Landessternwarte Tautenburg (IAU-Code 033) in Thüringen den Asteroiden 29203 Schnitger, der zum Asteroiden-Hauptgürtel gehört.
- 2003 (2. Auflage 2006) erschien von Wolfgang Krause, Wennerstorfer Filmwerkstatt, eine DVD „Die Arp-Schnitger-Orgel zu Neuenfelde“, die den Lebensweg Schnitgers nachzeichnet und die Neuenfelder Orgel vorstellt. Weitere DVDs folgen.[69]
- Anlässlich des 300. Todestag Arp Schnitgers 2019 wurde der Verein „Orgelstadt Hamburg“[70] gegründet und das Land Niedersachsen veranstaltet ein Jubiläumsjahr mit fast 200 Konzerten und Aktionen.
- In Norden wurde ein Teil des Marktplatzes, südwestlich der Ludgerikirche, in Arp-Schnitger-Platz umbenannt.

## Diskografie
- Arp Schnitger in Niedersachsen. 2. Auflage. 2014. Musikproduktion Dabringhaus und Grimm, 1831-2. 2 CDs. (Sämtliche zwölf Schnitger-Orgeln in Niedersachsen, präsentiert von einem internationalen Team junger Organisten unter der künstlerischen Gesamtleitung von Harald Vogel).
- Arp Schnitger in Nederland. 2003. Stichting Groningen Orgelland 0031. 2 CDs (Sämtliche Schnitger-Orgeln der Niederlande, präsentiert von den Organisten V. van Laar, L. Lub, J. de Vries und S. de Vries unter der künstlerischen Gesamtleitung von Cor H. Edskes)
- Vollständigkeit anstrebende Diskografie